# نووا حمزه لاین
نووا حمزه لاین (نووا حمزة لاین؛ زادهٔ ۲۲ نوامبر ۲۰۰۲) بازیکن فوتبال اهل فنلاند است.
وی همچنین در تیم‌های ملی فوتبال رده پایه فنلاند و بزرگسالان مالزی بازی کرده‌است.